# Robert Hagedorn
Robert Ernst Hagedorn (* 15. Januar 1856 in Minden; † 13. September 1907 in Cassel) war ein deutscher Verwaltungsjurist.

## Leben
Robert Hagedorn studierte Rechtswissenschaften an der Universität Leipzig. 1876 wurde er Mitglied des Corps Guestphalia Leipzig. Nach dem Studium trat er in den preußischen Staatsdienst ein. 1886 legte er das Regierungsassessorexamen bei der Regierung in Kassel ab. Von 1893 bis zu seinem Tod 1907 war er Landrat des Kreises Ueckermünde.